# Myrtil
Maniola jurtina
Espèce
Le Myrtil (Maniola jurtina) est une espèce de Lépidoptères (papillons) appartenant à la famille des Nymphalidae, à la sous-famille des Satyrinae, à la tribu des Satyrini et au genre Maniola.

## Dénomination
Maniola jurtina nommé par Carl von Linné en 1758 sous le protonyme Papilio jurtina Linnaeus, 1758.
Synonymes : Epinephele splendida White, 1872 et Papilio hispulla Esper, 1805.

### Noms vernaculaires
Ce taxon porte en français les noms vernaculaires, vulgarisé ou normalisés suivants : le Myrtil,,, le Myrtile, la Jurtine,  et la Janire,, 

### Sous-espèces
Selon GBIF (29 janvier 2025) :
- Maniola jurtina antifulva Lempke, 1957
- Maniola jurtina brevipennis Lempke, 1957
- Maniola jurtina cantabrica (Agenjo, 1934)
- Maniola jurtina cassiteridum (Graves, 1930)
- Maniola jurtina corfiothispulla Graves, 1933
- Maniola jurtina feminea (Graves, 1930)
- Maniola jurtina iernes (Graves, 1930)
- Maniola jurtina ierniformis (Graves, 1930)
- Maniola jurtina insularis Thomson, 1969
- Maniola jurtina janira (Linnaeus, 1758)
- Maniola jurtina jurtina
- Maniola jurtina maraschi (Pfeiffer, 1932)
- Maniola jurtina miscens Verity, 1953
- Maniola jurtina schweigeri Tauber, 1970
- Maniola jurtina splendida White, 1871
- Maniola jurtina strandiana Obraztsov, 1936[5]

## Description
Il a une envergure de 50 à 55 mm.
Ce papillon présente un dimorphisme sexuel, le dessus du mâle est uniformément marron clair avec un ocelle noir centré de blanc à l'apex de l'aile antérieure, alors que la femelle présente une plage fauve plus ou moins étendue autour de cet ocelle. Le revers présente aux antérieures de couleur ocre bordé de beige foncé le même ocelle à l'apex, alors que les postérieures sont de couleur grisâtre à marron avec une bande plus ou moins orange chez la femelle.
Ses ailes sont ornées d'ocelles qui ont probablement un rôle contre la prédation.

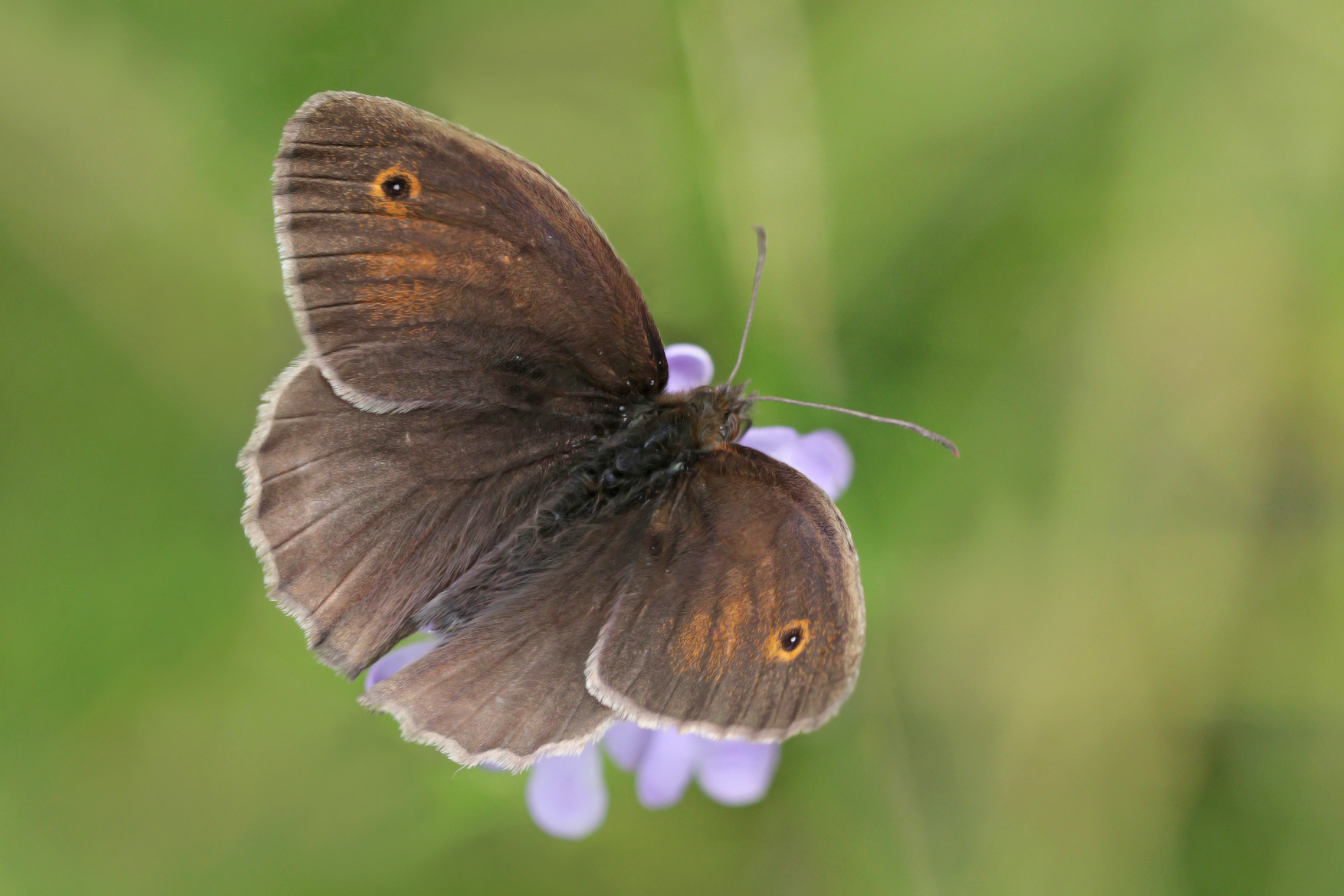
Dessus du mâle.
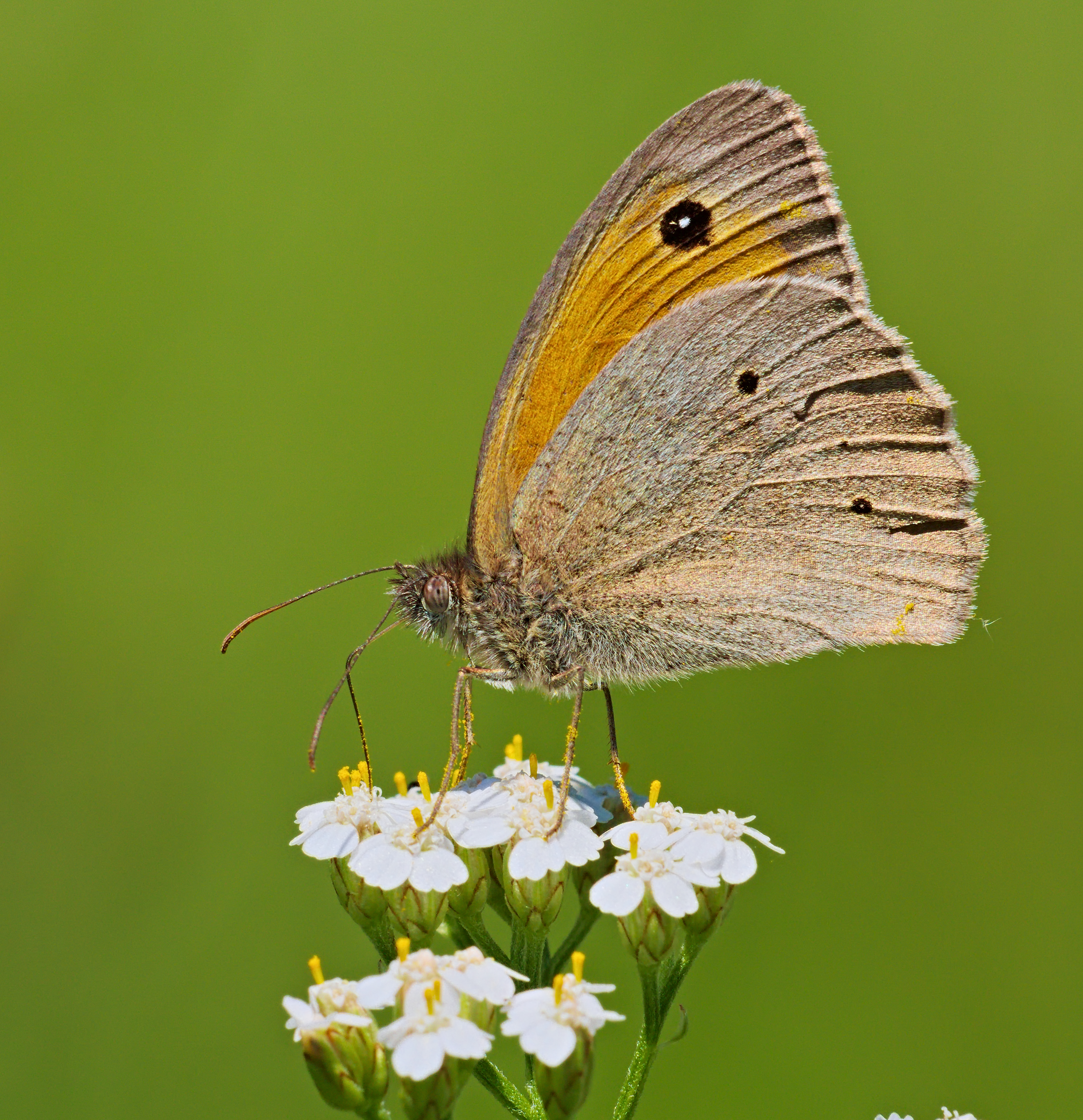
Revers du mâle.
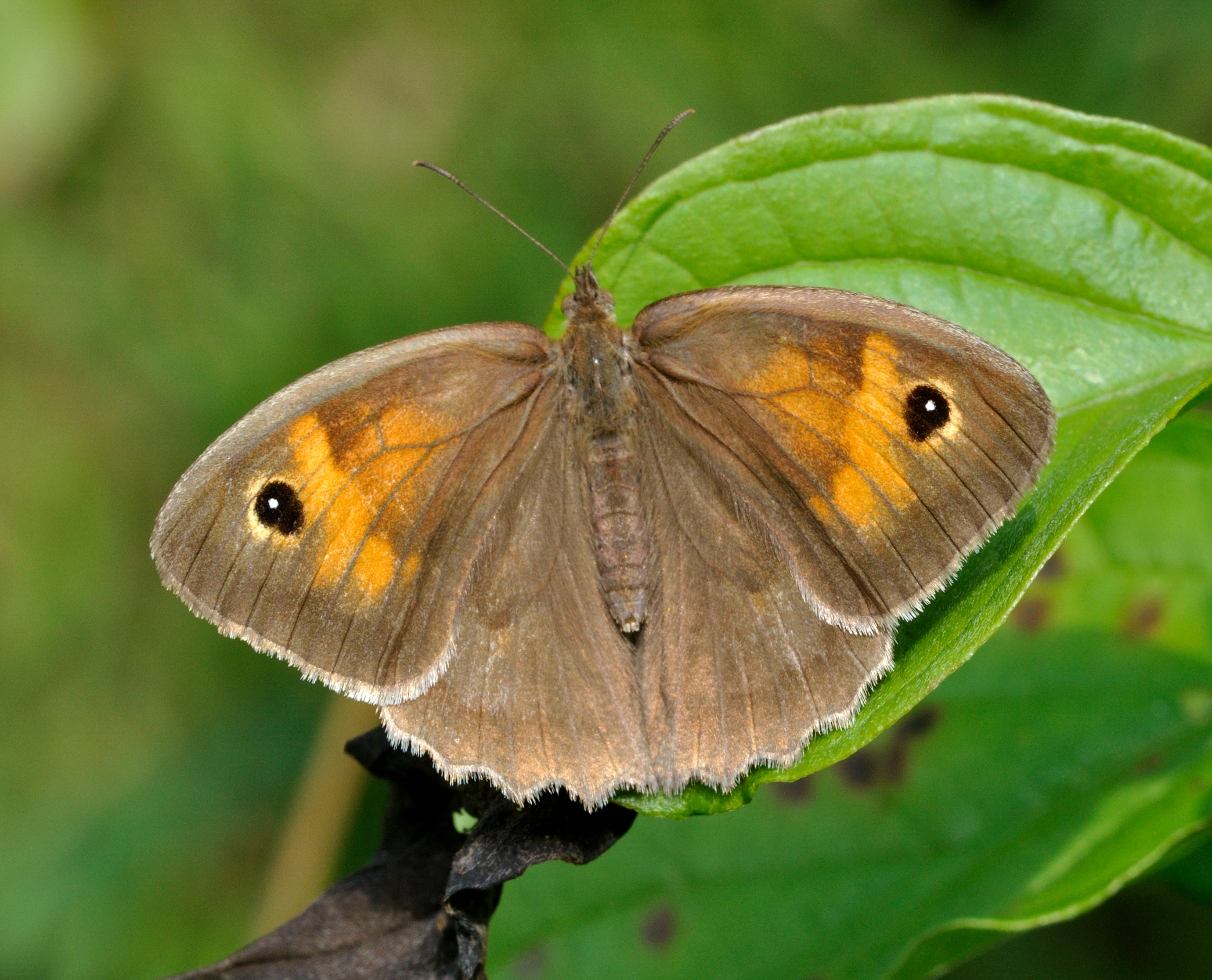
Dessus de la femelle.
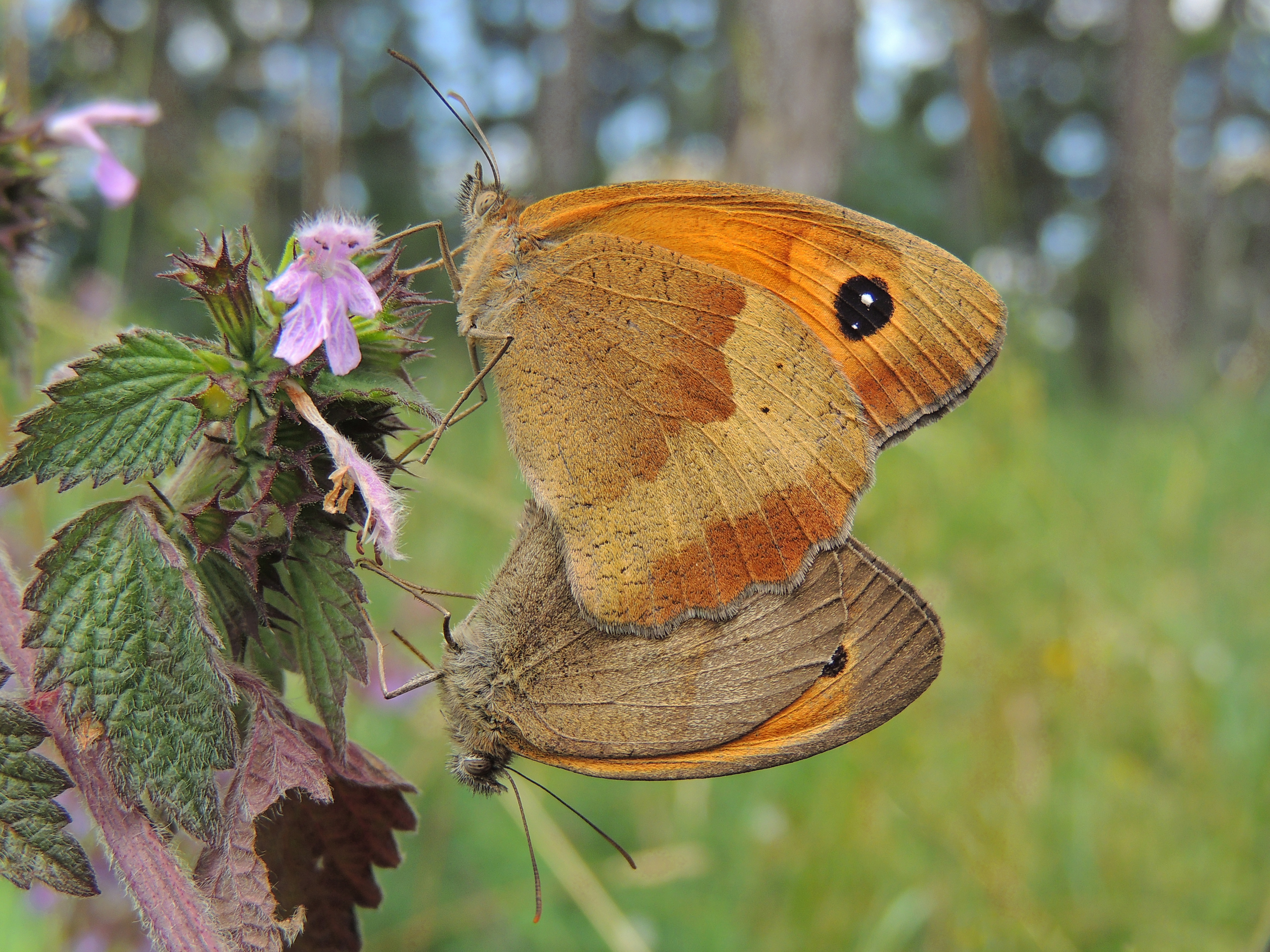
Accouplement (femelle en haut).
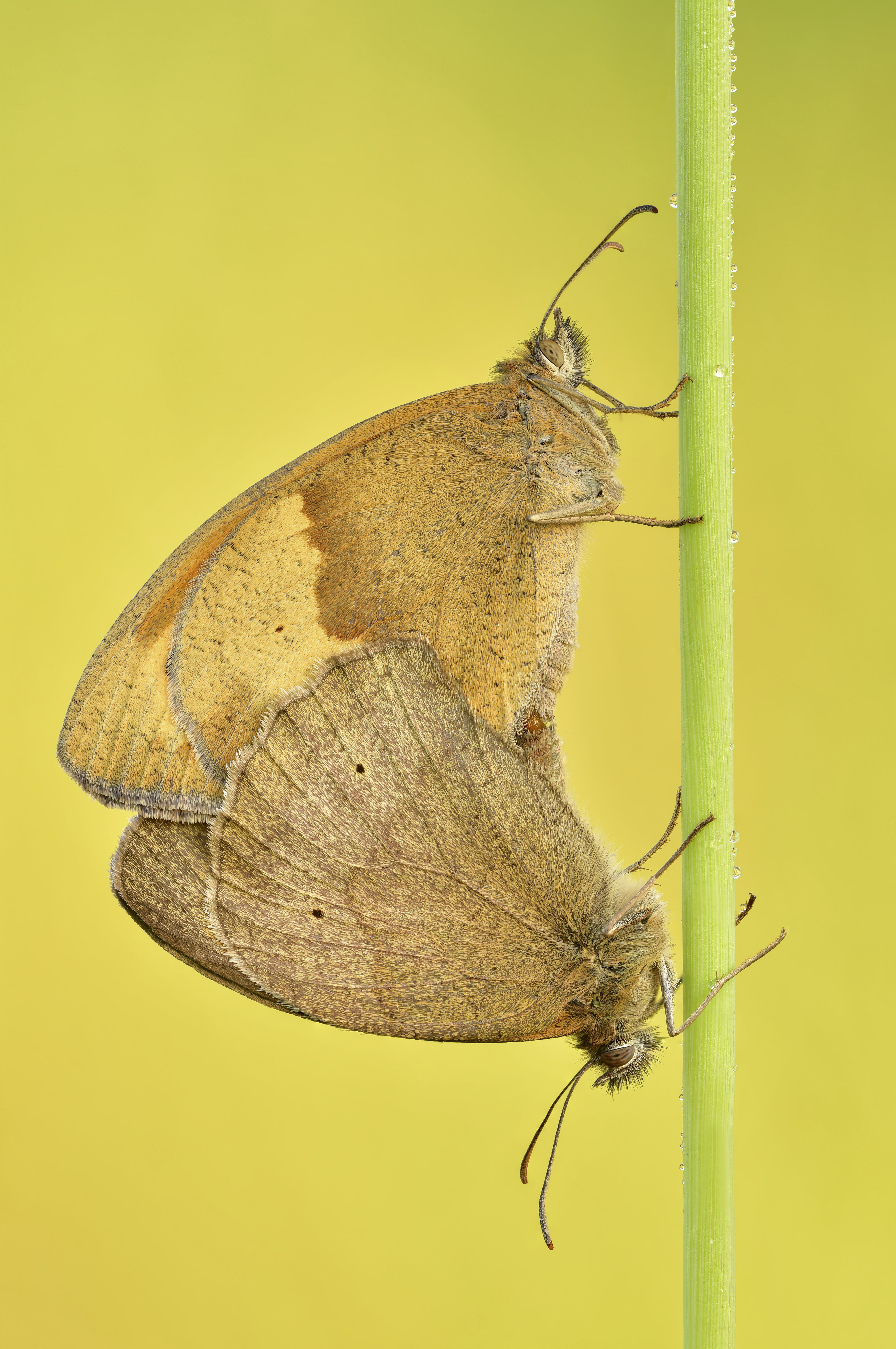
Autre accouplement (femelle non identifiée).

## Biologie

### Période de vol et hibernation
Il hiberne sous forme de chenille dans la végétation au niveau du sol.
Il vole en une génération, de fin mai à septembre, avec une date d'émergence variable suivant le lieu de résidence (mi-avril au sud du Portugal, mi-juin en Écosse et en Scandinavie).

### Plantes hôtes

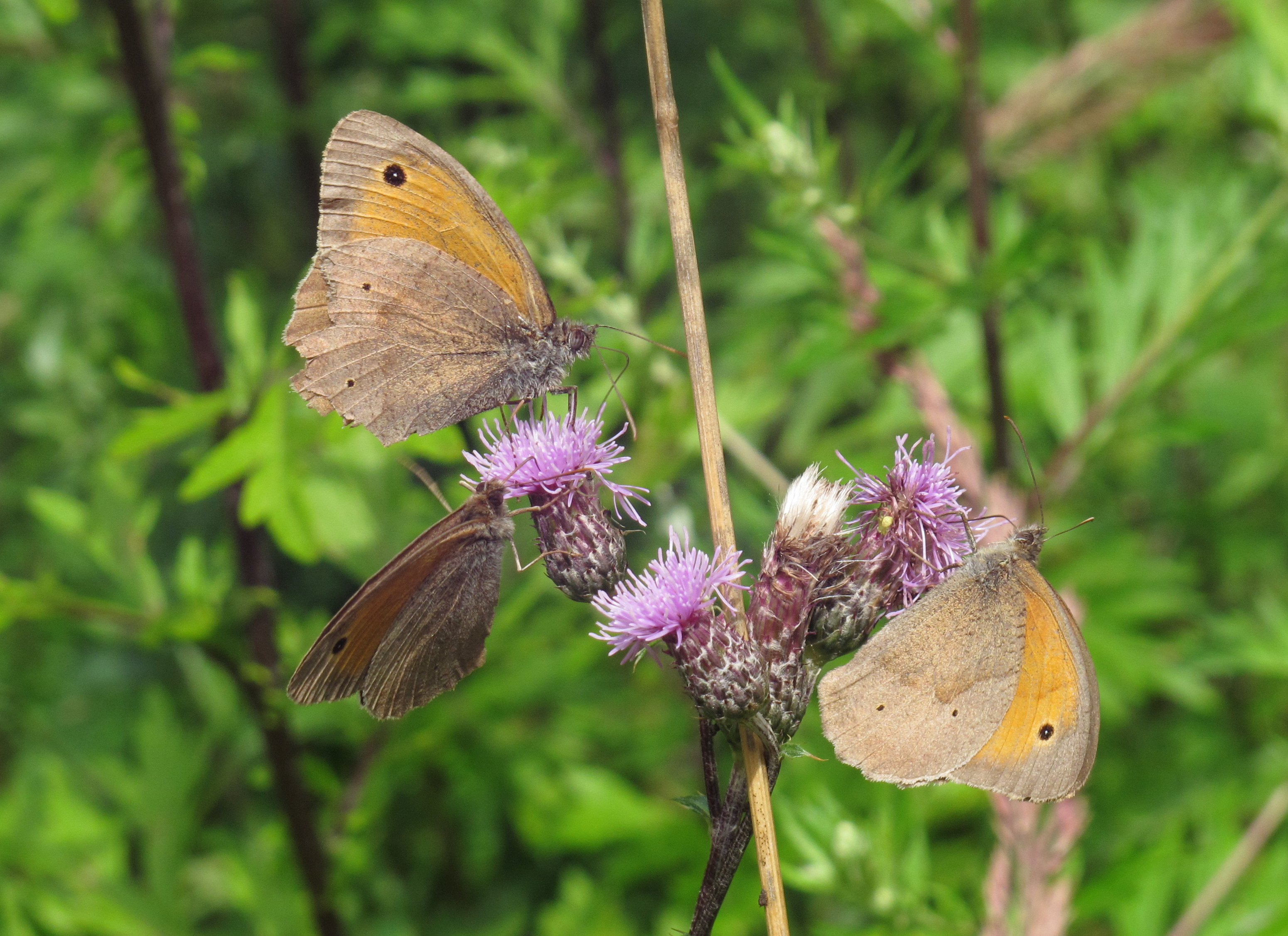
Des Myrtil sur des chardons des champs.

Ses plantes hôtes sont diverses poacées (graminées) : Poa pratensis, Festuca pratensis, Festuca rubra, Lolium arundinaceum, Bromus erectus, Brachypodium pinnatum, Holcus lanatus, Anthoxanthum odoratum, Alopecurus pratensis, Avenula pubescens,.
La chenille du Myrtil se nourrit préférentiellement de graminées parasitées par des champignons endophytes contenant des alcaloïdes pyrrolizidiniques qui, en plus d'être toxiques, ont également des propriétés antibactériennes. Ainsi, en plus d'offrir une protection contre les prédateurs, ces substances chimiques pourraient également renforcer la résistance de la chenille et du papillon aux maladies bactériennes.

## Distribution
Il est présent aux îles Canaries, en Afrique du Nord, dans toute l'Europe continentale au sud du 63°N, en Turquie, en Asie Mineure et en Iran.
En France métropolitaine, il est présent dans tous les départements.

### Biotope
Il fréquente les milieux ouverts (clairières forestières, prairies, bocages). Les champs en sont particulièrement habités et les Myrtils s'y regroupent par milliers.

### Protection
Maniola jurtina ne bénéficie pas de statut de protection particulier.

## Adaptation au réchauffement climatique

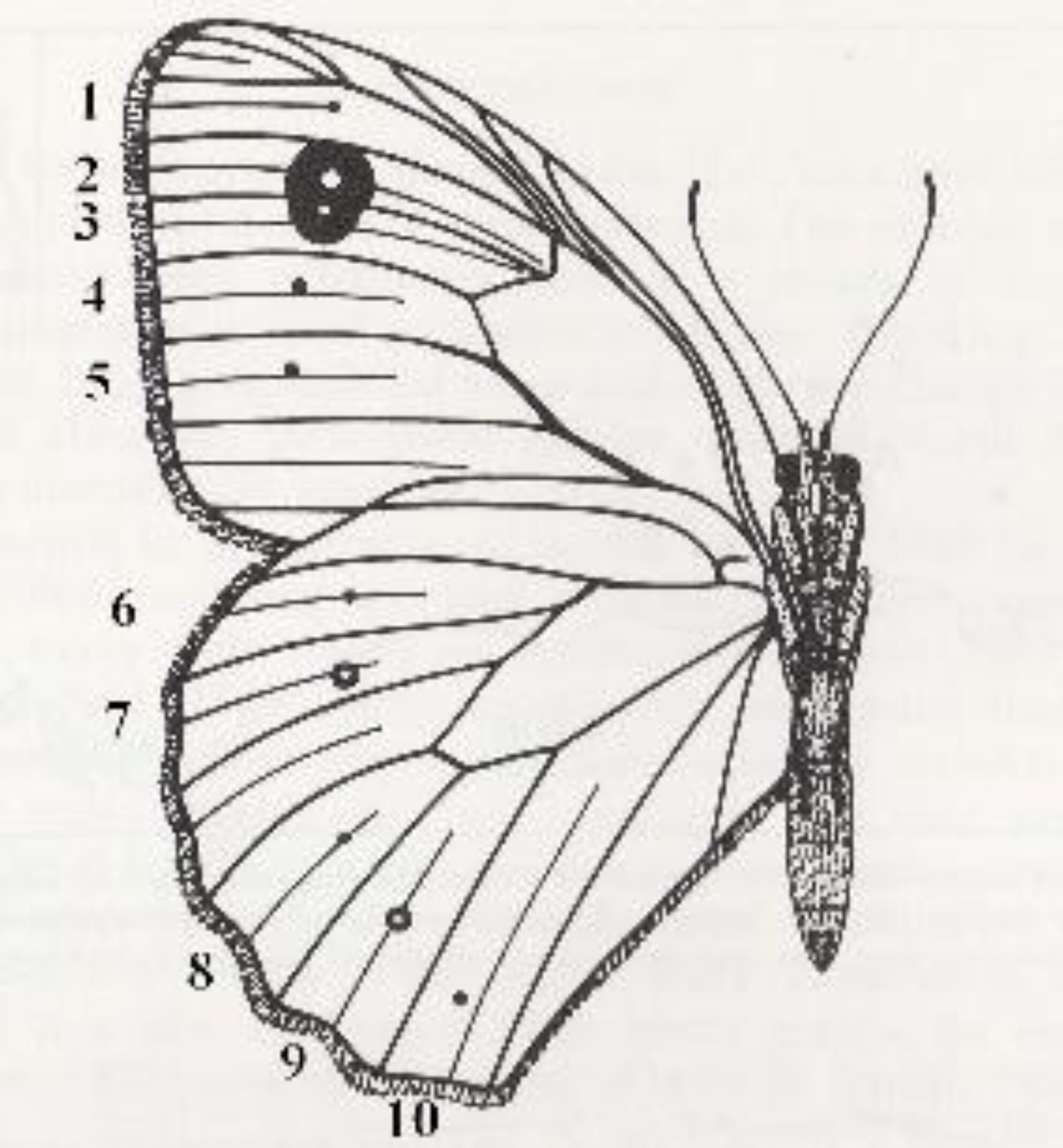
Taches et ocelle du Myrtil.

En réponse au changement climatique, les populations de Myrtil vivant dans les prairies sèches des Cornouailles en Angleterre changent d'apparence. En effet, les femelles arborent moins de taches sur leurs ailes, afin d'être mieux camouflées dans l'herbe sèche et brune et d'améliorer leur cryptisme. C'est au stade de chrysalide que ce changement a lieu : si elle se développe à une température de 11 °C, les imagos arboreront une médiane de six taches, alors que si elle se développe à une température de 15 °C, ils arboreront uniquement une médiane de trois taches. Toutefois, l'ocelle de l'aile antérieure est toujours visible, ce qui est expliqué par son intérêt d'effarouchement envers les prédateurs. La réduction du nombre de tache est beaucoup plus faible chez les mâles, les biologistes évoquant une possible importance des taches pour la sélection sexuelle.